# Innovatiecluster Drachten
Het Innovatiecluster Drachten (ICD) is een bedrijvennetwerk van hightech-maakindustrie en kennisinstellingen in Fryslân, Groningen en Drenthe die vooroplopen met technische innovaties in producten en oplossingen wereldwijd. Het doel van de samenwerking is om van Noord-Nederland een aantrekkelijke industriële regio te maken.

## Beschrijving
Rond het jaar 2000 leek de maakindustrie in Nederland een aflopende zaak. Productie verdween naar Oost-Europa, China of Zuidoost-Azië en met informatie- en communicatietechnologie en dienstverlening zou in Nederland het geld verdiend worden. Industriebeleid was er niet maar toen de internetzeepbel barstte, besefte de overheid dat de industrie economisch hard nodig was. Het Innovatieplatform werd opgericht en er kwamen topsectoren. Op regionaal niveau ontstonden collectieve verbanden waarin bedrijven met nieuwe thema’s aan de slag gingen.
Het ICD werd in 2014 opgericht door de zes Drachtster bedrijven Philips, Norma, Irmato, Kiestra Lab Automation, Variass Medical Systems en Neopost Technologies. Anno 2020 telt het cluster ruim 20 bedrijven uit de drie noordelijke provincies Fryslân, Groningen en Drenthe.
De aangesloten bedrijven bieden door samenwerking en kennisdeling technische talenten een carrière in de hightech-industrie en voorkomen daarmee een kennisvlucht in Noord-Nederland. Zo zijn er speciale loopbaan- en ontwikkelingsprogramma’s voor talenten en worden hightech-startups begeleid. Binnen de bedrijven worden hightech faciliteiten zoals industriële 3D-printers en cobots gedeeld. Daarnaast werken de bedrijven samen aan oplossingen voor grote technologische uitdagingen van de toekomst: 3D metal printing, remote sensoring en big data, robotics, visual intelligence en all renewable propulsion, ook wel de 'big five' van ICD genoemd.

### Smart Industry Fieldlab
Het ICD stimuleert de digitalisering van Noordelijke bedrijven en daarmee de digitale versnelling van de regio. Dit sluit aan bij de opdracht van staatssecretaris van Economische Zaken en Klimaat in het kabinet-Rutte III Mona Keijzer om in elke regio in Nederland een zogenaamde 'Smart Industry Hub' in te richten. In deze hubs werken fieldlabs, regionale en nationale branche- en belangenverenigingen, lokale en regionale ontwikkelingsmaatschappijen, kennisinstellingen en strategische partners samen. Fieldlabs zijn praktijklocaties waarin bedrijven en kennisinstellingen samen experimenteren met innovatieve smart industry-concepten. In het najaar van 2019 kreeg het ICD de officiële status van 'Smart Industry Fieldlab'.

### Samenwerking met onderwijs
Het ICD wil techniekstudenten laten zien dat in Noord-Nederland veel bedrijven zijn waar zij relevant onderzoek kunnen doen. Daarom zijn de Rijksuniversiteit Groningen, Universiteit Twente, NHL Stenden Hogeschool, Hanzehogeschool Groningen en de ROC’s Friese Poort, Friesland College en Drenthe College aangehaakt. Niet alleen voor het doen van onderzoek maar vooral ook voor het opdoen van stage-en werkervaring in een hoogwaardige technische omgeving.
Philips is het grootste en bekendste bedrijf van het cluster. De multinationale onderneming biedt op de locatie in Drachten andere kennisbedrijven faciliteiten voor onderzoek en ontwikkeling en begon in 2019 met de verbouwing van het oudste industriële gebouw van de fabriek tot een studiefaciliteit. In het pand komen onder meer een collegezaal en ruimtes voor onderzoek door studenten. Philips vestigt er een ontvangstruimte en de Rijksuniversiteit Groningen wil er zijn positie als technische universiteit versterken met een nieuwe masteropleiding Mechanical Engineering (werktuigbouwkunde) die vanaf het studiejaar 2020-2021 grotendeels in Drachten wordt gegeven.